# 그랜드쇼 (MBC)
《그랜드쇼》는 대한민국의 문화방송에서 매주 토요일 저녁에 방송되었던 노래, 춤, 콩트 등을 결합한 오락 프로그램이다.

## 기획 의도
대한민국의 최초의 본격적인 종합 버라이어티 쇼를 통하여 대중 오락의 새로운 장르를 개척하고, 이를 통해 국민 정서를 함양하고자 하였다.

## 역사
1969년 8월 16일에 첫 방송을 시작한 《MBC 그랜드쇼》는 문화방송 최초의 본격적인 종합 버라이어티 프로그램으로 출범하였으며, 음악과 무용, 코미디 등 다양한 장르를 결합하여 토요일 저녁 시간대에 방영된 예능 프로그램으로, 국내 텔레비전 예능 프로그램의 효시로 평가받으며 이후 한국 종합 오락 프로그램의 전형을 제시한 기념비적인 작품이다. 1970년대 초반에는 참신한 무대 연출과 신인 연예인 발굴을 통해 대중의 큰 호응을 얻으며 전성기를 누렸다. 그러나 1974년 2월 16일 프로그램 포맷 개편에 따라 종영되었으며, 이후 후속 예능 프로그램들을 통해 그 명맥이 이어졌다.

## 방송 시간
| 방송 채널 | 방송 기간                         | 방송 시간        | 비고 |
| --------- | --------------------------------- | ---------------- | ---- |
| MBC TV    | 1969년 8월 16일 ~ 1974년 2월 16일 | 매주 토요일 저녁 |      |

## 타이틀 변천사
| 타이틀                  | 방송 기간                          |
| ----------------------- | ---------------------------------- |
| 그랜드쇼                | 1969년 8월 16일 ~ 1974년 2월 16일  |
| 토요일 토요일 밤에      | 1974년 2월 23일 ~ 1981년 3월 14일  |
| 쇼2000                  | 1981년 3월 21일 ~ 1985년 6월 9일   |
| 토요일! 토요일은 즐거워 | 1985년 6월 16일 ~ 1997년 3월 1일   |
| 쇼 토요특급             | 1997년 3월 8일 ~ 1999년 1월 23일   |
| 베스트 토요일           | 1999년 5월 15일 ~ 1999년 10월 16일 |
| 목표달성! 토요일        | 2000년 2월 26일 ~ 2002년 10월 19일 |
| 토요일                  | 2005년 4월 23일 ~ 2005년 10월 22일 |
| 강력추천 토요일         | 2005년 10월 29일 ~ 2006년 11월 4일 |

## 같이 보기
- 쇼
- 그랜드쇼 (KBS)
- 쇼쇼쇼 (TBC)
- 토요일 토요일 밤에